# Zeme
Zeme (Zem in dialetto lomellino) è un comune italiano di 968 abitanti della provincia di Pavia in Lombardia. Si trova nella Lomellina occidentale, sulla riva destra dell'Agogna.

## Storia
Zeme ha una storia antica alquanto oscura. Sul territorio comunale si individuano due centri abitati di antica origine: Gemide o Zemide, viene fatto risalire a due accampamenti (gemina castra) che i romani di Gaio Mario posero in questa zona in attesa di affrontare e sconfiggere i Cimbri; Carosio, fu sede della chiesa pievana di Sant’Alessandro matrice delle parrocchie di Olevano e Valle Lomellina.
Anche il feudo nell’alto medioevo era suddiviso fra il vescovo di Pavia e quello di Vercelli: la parte pavese viene ricordata per la prima volta in un diploma dell'anno 977 con il quale l'imperatore Ottone II la concedeva al vescovo di Pavia Pietro III; la parte vercellese passo alla fine dell’VIII sec. alla diocesi di Novara e da questa, nel 1137, al priorato di Santa Croce di Mortara, riunendo di fatto il feudo sotto la chiesa pavese.
Il luogo viene più volte ricordato nel XII secolo: nel 1157 come Zemidi, nel 1165 come Zemethi, e nei diplomi imperiali del 1191 e 1220 che confermarono le terre della Lomellina alla contea di Pavia e ancora nel 1250 quando viene ricordato come Cemide.
In epoca viscontea, nel 1387, passò ad Antonio Porro alla cui famiglia fu confiscato nel 1412 e ceduto a Filippino, figlio di Facino Cane. Venduto ad Angelo della Pergola (1424) fu tenuto da tale casato fino al 1518 quando passò ai fratelli Polidoro e Marcantonio di San Cassiano che lo rivendettero al duca Francesco Sforza. Questi nel 1532 lo donò al capitolo di Vigevano quale dote della costituenda sede episcopale: da questo momento Zeme cesserà di essere signoria e il vescovo di Vigevano assumerà il titolo di Conte di Zeme, mantenendolo anche dopo l’esproprio dei beni ecclesiastici avvenuto in epoca napoleonica. Il dominio feudale del Capitolo Vigevanese cesserà solo con l'abolizione del feudalesimo.
Durante il XVII secolo il borgo subì i saccheggi e le distruzioni delle truppe spagnole, francesi e savoiarde (1635) ed ancora fu danneggiato durante la ritirata delle truppe di Tommaso di Savoia, reduce dall'assedio di Pavia del 1655. Nel 1620 i delegati comunali di Zeme figurano fra i 24 enti che delineano gli Statuti Lomellini.
Nel 1707 (e ufficialmente nel 1713) Zeme, con la Lomellina, passa sotto il dominio dei Savoia. Nel 1818 sono definitivamente uniti a Zeme i soppressi comuni di Marza e Sant'Alessandro, costituiti dalle omonime cascine agricole.
- Sant'Alessandro è individuato come l'antico Carosio, sede di un'antica pieve e noto fin dal medioevo; il luogo fu distrutto durante le incursioni degli Ungari del X sec. e decadde definitivamente nei secoli XIII e XIV a causa delle guerre fra Pavia e Milano. Nel 1460 contava 6 case e la chiesa di Sant'alessando; in quegli anni fu staccato dal feudo ed assegnato a Cicco Simonetta ed alla sua morte devoluto ad Antonio Rasini di Ferrara (1479). Nel 1506 fu assegnato da Luigi XII al suo ciambellano Opicino Caccia alla cui famiglia rimase, finché passò, nel 1625, a Giambattista Visconti (di un ramo cadetto della casata ducale), genero di Pietro Paolo Caccia; suo figlio Vercellino fu nominato marchese di Sant'Alessandro; la sua discendenza si estinse poco prima della fine del XVIII secolo.
- Marza L'antico comune è nato sul sito di un antico monastero benedettino del XI sec. sotto il titolo di San Michele del Bosco. In seguito pervenne al Capitolo della Cattedrale di Vigevano che nel 1496 lo cedette ai Della Tela; dalla casata, per il matrimonio della Contessa Barbara con il Conte Cesare Taverna, passò nel 1662 alla nobile famiglia di Milano, conti di Landriano e feudatari di Cilavegna e del vicino Olevano. Con la cessione della Lomellina al Regno Sabaudo (1707) fu comune autonomo e tale rimase fino al 1818.

### Simboli
Lo stemma e il gonfalone del Comune di Zeme sono stati concessi con decreto del presidente della Repubblica del 28 settembre 2007.
Il gonfalone è un drappo di giallo con la bordatura di rosso.

## Monumenti e luoghi d’interesse

### Chiesa di Sant’Alessandro
La costruzione attuale risale al XVII secolo, quando la parrocchia fu spostata da Carosio (1622). La chiesa fu terminata nel (1634) ed ancora rifatta nel 1756. Si presenta con una facciata in stile neoclassico ornata al centro da un mosaico raffigurante il santo patrono racchiuso da due coppie di colonne con capitelli ionici che sorreggono il timpano. L’interno conserva due tavole che raffigurano San Rocco e Sebastiano, attribuite alla scuola del Moncalvo e l'altare maggiore in marmi policromi di stile barocco consacrato nel 1768.

### Il Castello
Ricordo di quello che un tempo doveva essere un ricetto medievale o una casaforte , questo palazzo settecentesco sorge al centro del paese sulla strada per Cozzo. L’edificio ha pianta rettangolare con mura a base scarpata ed eleganti finestre con cornice; sullo spigolo meridionale si innalza una torretta cilindrica con merlatura guelfa, beccatelli e caditoie. La tradizione popolare vuole che dal castello partisse un passaggio sotterraneo verso il monastero della Marza.

### Chiesa di Santa Maria del Muro
Di origine monastica, fu danneggiata e depredata più volte nel XVII sec. e quindi rifatta nel secolo successivo. Nel 1873 fu restaurata e ridipinta nella forma attuale. Deve il suo nome ad un affresco del XV sec. che rappresenta la Vergine in piedi che stringe al seno il Bambino Gesù.

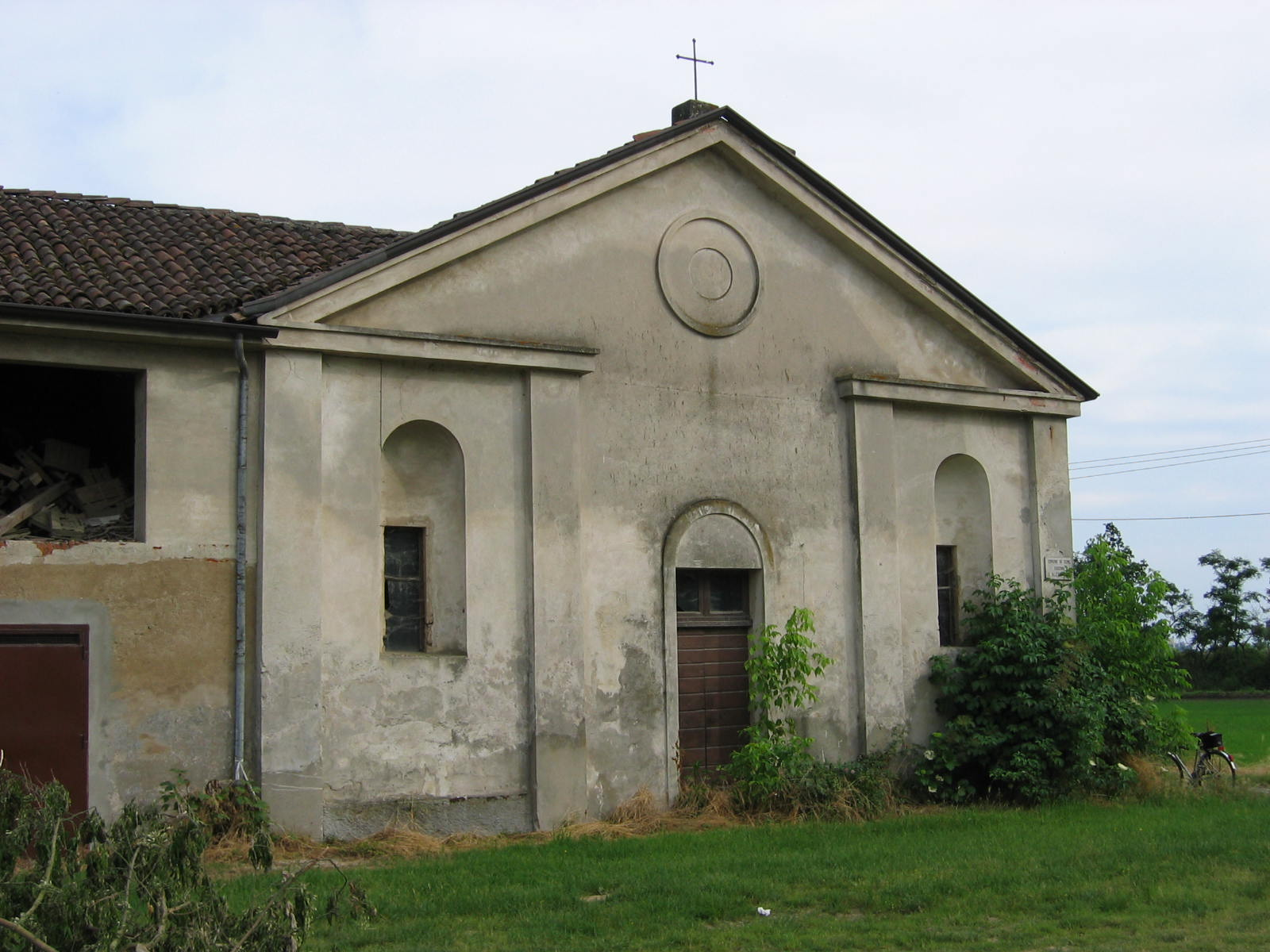
I resti della chiesa di Sant'Alessandro presso la cascina omonima

### Cascina di Sant’Alessandro
La cascina sorge al centro di un’area verde denominata Garzaia di Sant’Alessando. Fra gli edifici in stato di abbandono si individua una casaforte del XVII sec costruita dai Pallavicino su un precedente castello dei Bottigella-Visconti. La chiesa è chiusa ed in abbandono ma ricordi ottocenteschi danno ancora esistenti i resti del battistero romanico di San Giovanni.

### Cascina Marza
All'interno degli edifici del cascinale (1696), di cui fa parte anche un palazzo signorile settecentesco, sussistono ancora i resti di una chiesetta ipogea, probabile vestigia dell'antico monastero dell'XI secolo. Appena fuori dalla cascina, sulla strada provinciale, sorge la chiesa di San GIovanni Battista che fu riedificata nel 1845 su una costruzione più antica ricordata in una visita pastorale del 1565. Si presenta in ottime condizioni, con una navata ed un altare con un affresco della Madonna con bambino.

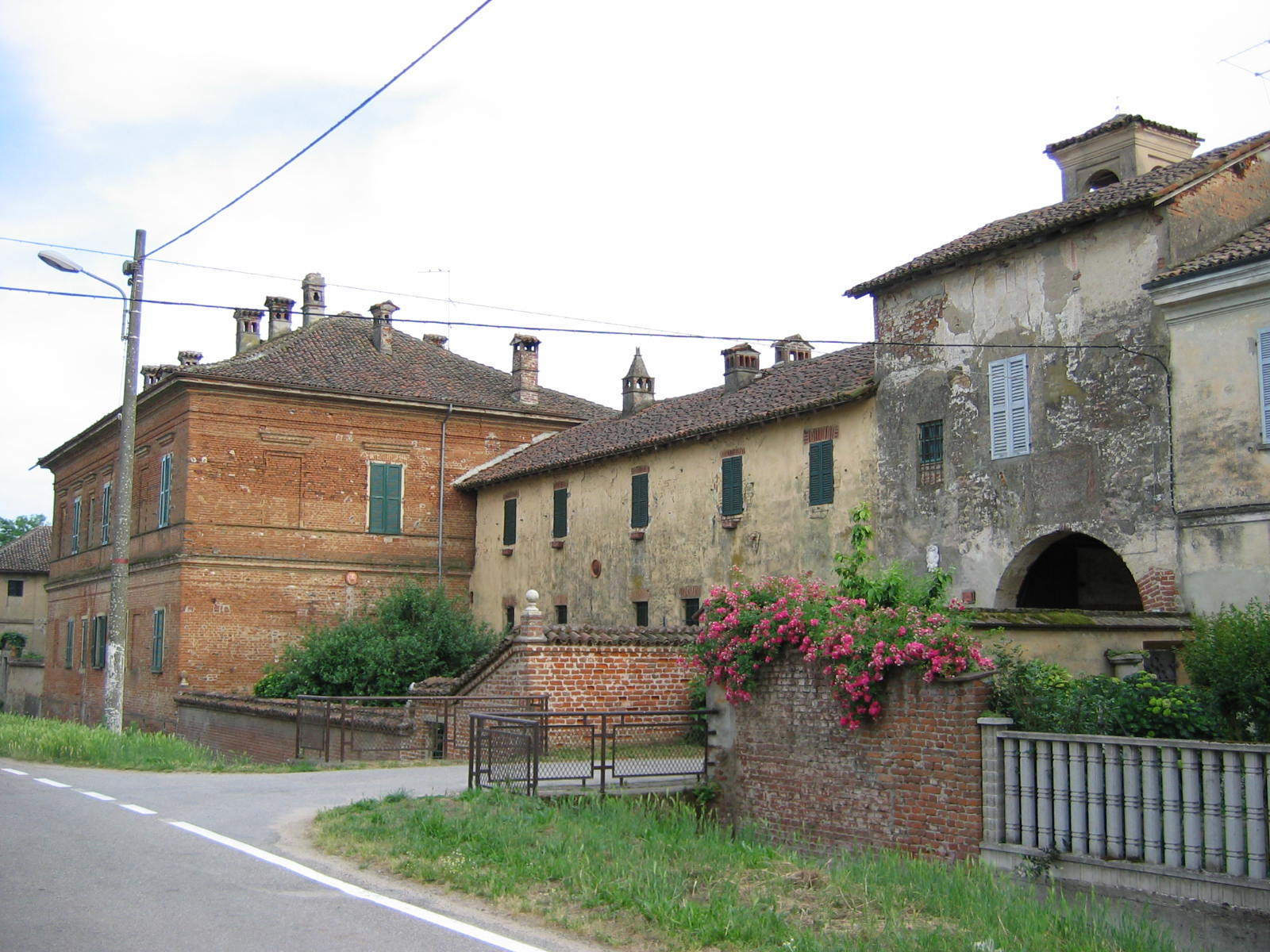
Il Cascinale della Marza

### Riserva Naturale Palude Loja
Oasi verde caratterizzata da una fitta vegetazione e dalla presenza di sabbie mobili; questo ambiente offre un sicuro rifugio agli aironi, ai rapaci e a numerosi anfibi e rettili.

## Società

### Evoluzione demografica
Abitanti censiti

## Infrastrutture e trasporti
La fermata di Zeme, inaugurata nel 1872, era posta lungo la ferrovia Castagnole-Asti-Mortara e fu soppressa nel 2003.